# Прунетто
Прунетто (итал. Prunetto) — коммуна в Италии, располагается в регионе Пьемонт, в провинции Кунео.
Население составляет 494 человека (2008 г.), плотность населения составляет 35 чел./км². Занимает площадь 14 км². Почтовый индекс — 12070. Телефонный код — 0174.
Покровителем коммуны почитается святой апостол и евангелист Матфей, празднование 21 сентября.

## Демография
Динамика населения:

## Администрация коммуны
- Официальный сайт: http://www.comune.prunetto.cn.it/